# Clupeichthys aesarnensis
Cá cơm trích (Danh pháp khoa học: Clupeichthys aesarnensis) là một loài cá nước ngọt trong họ cá trích Clupeidae thuộc bộ cá trích phân bố ở vùng Đông Nam Á, chúng là loài cá cỡ nhỏ.

## Đặc điểm
Thân thon dài, dẹp bên. Viền bụng cong và lườn bụng sắc, có một hàng gai nhọn hướng về phía sau. Đầu nhỏ, miệng nhỏ hướng lên phía trên, rạch miệng kéo dài đến viền trước mắt. Mắt to nằm lệch về phía trên. Khởi điểm vây lưng ở gần giữa khởi điểm vây hậu môn. Vây hậu môn thấp và phía sau có 2 tia vây lẻ, vây ngực nằm lệch xuống mặt bụng và ngang với điểm cuối của nắp mang, vây bụng gần gốc vây hậu môn hơn tới vây ngực, vây đuôi phân thùy sâu.
Trên thân phủ vẩy tròn và dễ rụng, không có đường bên. Toàn thân màu trắng bạc, vây lưng, vây hậu môn và vây đuôi có sắc tố đen li ti. Theo Rainboth, 1996:60. Cá hàm trên không có khớp lõm để khớp với hàm dưới; răng hàm mở rộng, đặc biệt là ở trên hàm hoặc dưới hàm, có răng ở hai bên hàm trên, răng hàm trên nhỏ nhọn.